# 羟基-α-山椒素
羟基-α-山椒素 (HAS)（N-(2-羟基-2-甲基丙基)-2E,6Z,8E,10E-十二碳四烯酰胺）是一种有机化合物，化学式为C16H25NO2，存在于花椒中。它可由2E,6Z,8E,10E-十二碳四烯酸和1-氨基-2-甲基-2-丙醇在HBTU和三乙胺存在下反应制得。它在碘的催化下可以异构为羟基-β-山椒醇。